# Pianeti dell'Universo espanso di Guerre stellari

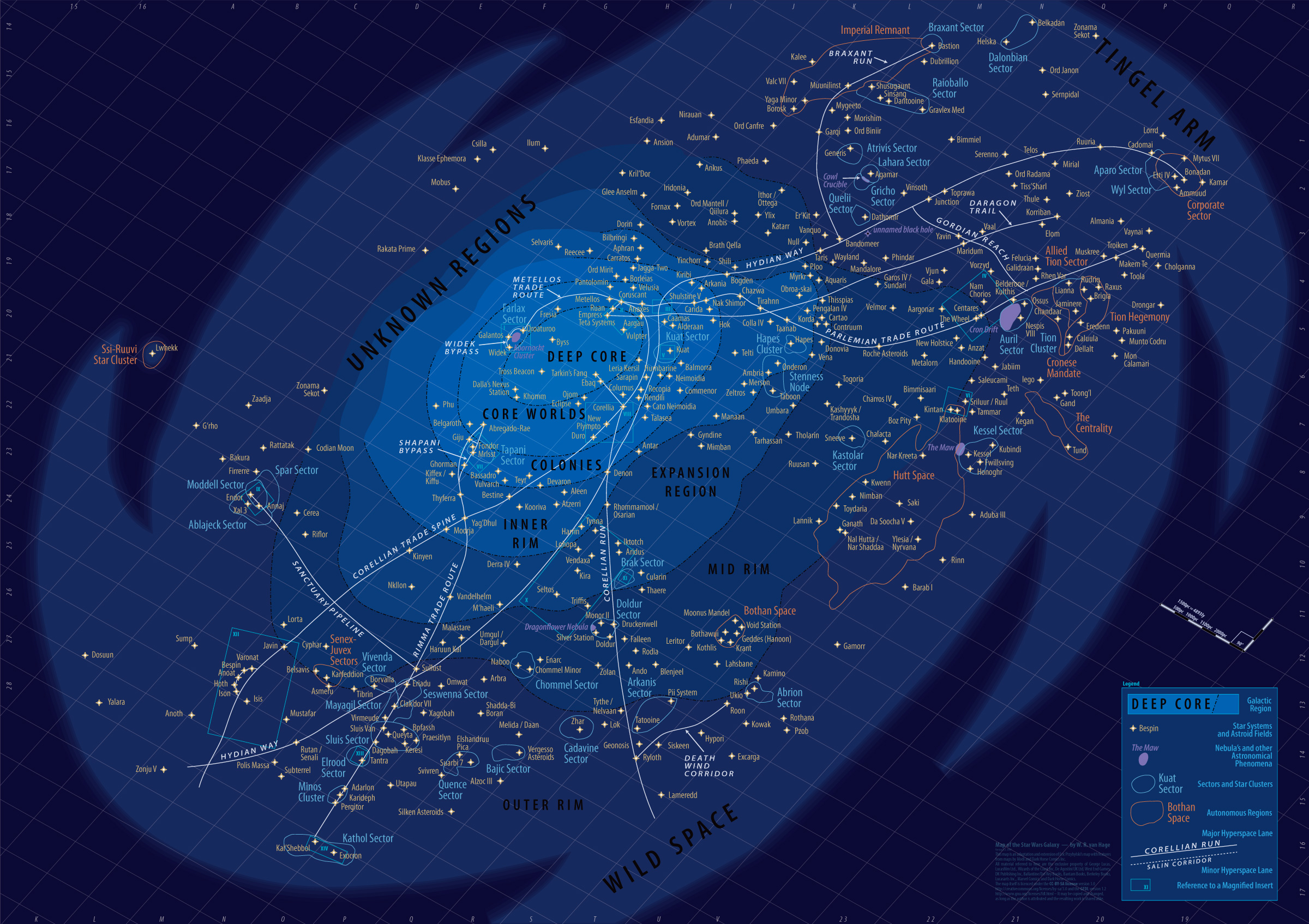
Una riproduzione della galassia dell'Universo espanso di Guerre stellari

Questa è la lista dei pianeti dell'Universo espanso di Guerre stellari, franchise di fantascienza creato da George Lucas come serie di film e ampliatosi a contenere serie televisive e film spin-off, romanzi, fumetti e videogiochi. 
La lista seguente contiene solo i pianeti, le lune e gli altri oggetti celesti della galassia di Guerre stellari esclusivi dell'Universo espanso e quindi esterni al canone, mentre i pianeti ufficiali, alcuni dei quali fanno apparizioni anche di rilievo in questa continuity, sono elencati in pianeti di Guerre stellari.

## A
- Aargau è un pianeta dei Mondi del Nucleo. Ricco, civile e urbanizzato, costituisce uno dei principali centri finanziari della galassia, grazie ai suoi importanti giacimenti minerari e per il fatto di essere la sede della Banca di Aargau, facente parte a sua volta del Clan Bancario Intergalattico. Il governo di Aargau si mantiene neutrale nelle questioni e nei conflitti della galassia, e implementa un sistema di condotta basato su tre semplici ma ferree leggi, che regolano l'esportazione di materie prime, il divieto per gli stranieri di portare armi e il rispetto per la Banca di Aargau. Compare nel fumetto Star Wars e nel romanzo Boba Fett: Maze of Deception.

- Abregado-rae è un pianeta dei Mondi del Nucleo. Nonostante la sua posizione centrale, all'inizio di importanti rotte iperspaziali, e la sua vocazione manifatturiera e commerciale, è un pianeta piuttosto arretrato rispetto ai restanti Mondi del Nucleo. Il suo spazioporto, in particolare, è considerato molto pericoloso, frequentato da mercenari, contrabbandieri e malviventi di ogni tipo. Compare nella trilogia di Thrawn e nei videogiochi Star Wars: L'Impero in guerra e Star Wars: Rebellion.

- Adumar è un pianeta dello Spazio Selvaggio. La sua popolazione è cresciuta in isolamento dalla Repubblica e ha sviluppato una civiltà gerarchica, marziale e divisa in stati in perenne guerra tra loro. Nel romanzo Starfighters of Adumar, quando nel 12 ABY gli esploratori di Adumar raggiungono infine lo spazio conosciuto, la Nuova Repubblica e l'Imperial Remnant avviano subito dei negoziati con i rappresentanti del pianeta per assicurarsi la loro avanzata tecnologia bellica. Dopo una serie di scontri, prevale infine la Repubblica e le fazioni a essa leali.

- Almania è un pianeta dell'Orlo Esterno circondato da tre lune. È un mondo povero, governato da una classe tirannica e oppressiva. Nel romanzo The New Rebellion l'allievo Jedi passato al lato oscuro Kueller prende possesso del pianeta e instaura un sanguinoso regime. Kueller è poi deposto in seguito alla sconfitta subita nella battaglia di Almania, ma i suoi successori non avviano mai negoziati diplomatici per entrare nella Nuova Repubblica, facendo sì che il pianeta resti non allineato. Compare anche nelle serie Legacy of the Force e Fate of the Jedi.

- Alzoc III è il pianeta d'origine della razza talz, situato nell'Orlo Esterno. È un mondo freddo e inospitale, coperto di montagne e tundre ghiacciate. L'Impero vi si installa in segreto, schiavizzando i nativi talz per estrarre i preziosi minerali del pianeta. Compare nel videogioco Star Wars: L'Impero in guerra e come livello bonus in Star Wars Jedi Knight II: Jedi Outcast.

- Ambria è un pianeta remoto e selvaggio dell'Orlo Interno. Ha un ambiente brullo e sterile, e una fauna resa pericolosa dall'influenza del lato oscuro. Ne Le cronache dei Jedi intorno al 4000 BBY, il maestro Jedi Thon lo sceglie come dimora e vi addestra i suoi discepoli, tra cui Oss Wilum, Nomi Sunrider e la piccola Vima Sunrider. Come mostrato nella trilogia Darth Bane, nel 1000 BBY Darth Bane e la sua apprendista Darth Zannah si stanziano su Ambria in seguito alla rifondazione dell'ordine Sith da parte di Bane, e qui Zannah uccide il suo maestro in duello.

- Anoat è un pianeta dell'Orlo Esterno. Viene colonizzato poco prima dello scoppio delle guerre dei cloni da minatori interessati a sfruttarne i giacimenti minerari, ma le attività estrattive sconvolgono l'ecosistema del pianeta, causando inquinamento e un rapido spopolamento[1]. Nel videogioco Star Wars: Dark Forces Anoat è la base dello scienziato imperiale Moff Rebus, che viene infiltrata da Kyle Katarn.

- Anoth è un corpo celeste dello Spazio Selvaggio. Un tempo costituiva un pianeta, ma un cataclisma avvenuto in tempi antichi l'ha frammentato in tre sezioni che ruotano intorno a un centro di massa comune. I due maggiori frammenti di Anoth sono vicini abbastanza per toccarsi, causando scariche tra di essi e rendendo l'ambiente invivibile. Il terzo pezzo orbita a una distanza sicura dagli altri due e possiede un'atmosfera respirabile. Mondo non mappato e perlopiù sconosciuto, nella trilogia dell'Accademia Jedi Anoth viene scoperto per caso da Luke Skywalker e dall'Ammiraglio Ackbar, e viene scelto come rifugio del terzogenito di Ian Solo e della Principessa Leila: Anakin.

- Arkania è un pianeta situato nella regione delle Colonie. È un mondo freddo, di tundre ghiacciate e importanti giacimenti di diamanti e altri minerali. È abitato dalla specie quasi-umana degli arkaniani ed è la sede dei loro avanzati centri di ricerca genetica e tecnologica. Nelle città arkaniane vige una rigida segregazione tra i purosangue e gli arkaniani risultanti da contaminazioni genetiche, che vengono emarginati in ghetti. Nel fumetto Le cronache dei Jedi il maestro Jedi arkaniano Arca Jeth vi addestra i suoi allievi Ulic Qel-Droma, Cay Qel-Droma e Tott Doneeta. Nel fumetto Knights of the Old Republic Arkania compare nel corso delle guerre mandaloriane come sede di negoziati tra lo scienziato Arkoh Adasca, la Repubblica e i mandaloriani per appropriarsi di una tecnologia che permette di usare le lumache spaziali come arma.

- Averam è un pianeta dell'Orlo Esterno situato nel settore di Seswenna. Negli anni dell'Impero, è uno dei primi mondi a simpatizzare e a favorire l'attività dell'Alleanza Ribelle. Compare nel videogioco Star Wars: Rebellion.

## B
- Bakura è un pianeta remoto, situato al confine tra l'Orlo Esterno e lo Spazio Selvaggio. È caratterizzato da un ambiente naturale vario e ospitale e da un clima temperato. Il pianeta è uno dei più industrializzati dello Spazio Selvaggio ed è conosciuto per la produzione e l'esportazione di componenti meccaniche. Durante le guerre dei cloni, Bakura si mantiene neutrale, ma nel fumetto Republic ospita una base separatista in cui si rifugia per un periodo il Conte Dooku. In seguito il pianeta viene occupato dall'Impero Galattico. Nel romanzo La tregua di Bakura ambientato qualche tempo dopo la battaglia di Endor, le forze imperiali dislocate su Bakura sono costrette a una storica collaborazione con l'Alleanza Ribelle per contrastare l'invasione del pianeta da parte della razza extraterrestre degli ssi-ruuk, provenienti dalle Regioni Ignote. Con il tentativo di invasione sventato termina anche l'occupazione imperiale, e Bakura riacquista la sua indipendenza. Nella serie The New Jedi Order i ssi-ruuk approfittano dell'avanzata degli yuuzhan vong per lanciare un nuovo assalto a Bakura, che viene nuovamente respinto. Il pianeta entra poi a far parte dell'Alleanza Galattica. Compare anche nei videogiochi Star Wars Jedi Knight: Jedi Academy, Star Wars: L'Impero in guerra, Star Wars: Rebellion, e nella trilogia The Corellian Trilogy.

- Bandomeer è un pianeta agricolo e minerario dell'Orlo Esterno. Nella serie Apprendista Jedi il giovane Obi-Wan Kenobi vi viene inviato dall'ordine Jedi per svolgere il suo servizio nei Corpi Agricoli, in quanto ha raggiunto i tredici anni di età senza aver ancora trovato un maestro. Qui, lui e Qui-Gon Jinn sventano i piani di Xanatos e della sua Offworld Corporation, che mirano a monopolizzare le attività estrattive del pianeta. Bandomeer compare anche nel fumetto Tempi oscuri e nel romanzo Cloak of Deception.

- Barab I è un pianeta dell'Orlo Esterno, mondo natale degli alieni rettiloidi barabel. Ha un clima umido ed è avvolto da una penombra costante. Compare nella serie The New Jedi Order, in cui viene attaccato e saccheggiato dagli yuuzhan vong, ma gran parte della popolazione riesce a mettersi in salvo in nascondigli sotterranei.

- Bastion è un pianeta dell'Orlo Esterno, capitale dell'Imperial Remnant prima e dell'Impero Fel poi. Il nome originale del pianeta era Sartinaynian, ma venne cambiato in "Bastion" in quanto era l'appellativo che assumeva temporaneamente il mondo scelto come sede del concilio dei Moff nella graduale ritirata dell'Imperial Remnant verso la periferia della galassia. In seguito all'armistizio con la Nuova Repubblica, il pianeta diventa la capitale imperiale permanente e una roccaforte pesantemente fortificata. Bastion viene attaccato nel corso dell'invasione degli yuuzhan vong. Nel 137 ABY il pianeta diviene la capitale dell'Impero in esilio di Roan Fel nella sua lotta contro Darth Krayt. Compare nella duologia La mano di Thrawn, nelle serie The New Jedi Order, Legacy of the Force, e nel fumetto Eredità.

- Belsavis è un pianeta dell'Orlo Esterno. È un mondo gelido, formato da un'estesa landa ghiacciata, interrotta solo da piccole oasi di foresta abitabile nei punti in cui dei crateri vulcanici raggiungono la superficie. Nel periodo della Vecchia Repubblica, in Star Wars: The Old Republic, i Sith tentano di distruggere Belsavis per generare un'onda d'urto capace di danneggiare tutti i sistemi vicini. Il pianeta è l'ambientazione principale del romanzo La stirpe dei cavalieri Jedi, in cui ospita una comunità di iniziati Jedi chiamata Pozzo di Plett.

- Bilbringi è un sistema stellare dell'Orlo Interno formato da un vasto campo di asteroidi. Ospita degli importanti cantieri navali, che sfruttano i ricchi giacimenti di materie prime degli asteroidi per fabbricare astronavi, soprattutto per scopi militari. Nel 9 ABY Bilbringi gioca un ruolo strategico nei piani del Grand'ammiraglio Thrawn, il quale vi incrementa la sua flotta e sfrutta i suoi asteroidi per lanciare un attacco a Coruscant. Nel sistema si svolge anche la battaglia decisiva della campagna di Thrawn, che si conclude nel romanzo L'ultima missione con l'assassinio dell'ammiraglio, il ritiro dell'Impero e la vittoria della Repubblica. Nella serie The New Jedi Order Bilbringi viene conquistato dagli yuuzhan vong. Anni dopo, durante la seconda guerra civile galattica in Legacy of the Force, Jacen Solo offre il sistema e i suoi cantieri, assieme a Borleias, all'Imperial Remnant, in cambio della loro alleanza nella lotta contro la Confederazione.

- Bimmisari è un pianeta dell'Orlo Intermedio, abitato dai pacifici e amichevoli bimm. Finito prima nella sfera di influenza dello Spazio Hutt e poi dell'Impero Galattico, nel 9 ABY il pianeta avvia dei negoziati diplomatici con la Principessa Leila e Luke Skywalker per entrare a far parte della Nuova Repubblica. Qui i due affrontano per la prima volta gli sgherri noghri di Thrawn. Compare nel romanzo L'erede dell'Impero e nel videogioco Star Wars: Rebellion.

- Bogden è un pianeta dell'Orlo Interno. Possiede venti lune, che contribuiscono a creare anomalie gravitazionali, un'intensa attività tettonica, e rendere il terreno fortemente instabile. È conosciuto per essere un ritrovo per contrabbandieri e cacciatori di taglie. Bogden viene menzionato per la prima volta ne L'attacco dei cloni, in cui Jango Fett asserisce di aver ottenuto l'incarico di fungere da modello per i clone trooper su una delle lune del pianeta. Nel romanzo Labyrinth of Evil questa luna viene identificata con Bogg 4, mentre nel videogioco Star Wars: Bounty Hunter è Kohlma, dove Fett deve sconfiggere la Jedi Oscura Komari Vosa e la sua setta Bando Gora per ordine del Conte Dooku.

- Bonadan è il pianeta principale del Settore Corporativo nell'Orlo Esterno. È un mondo cosmopolita, densamente popolato, che ospita numerose specie esotiche. La sua superficie è tappezzata di miniere e centri industriali, ed appare spoglia, secca e inquinata. Compare nei romanzi Han Solo's Revenge e Un nuovo nemico, nel fumetto Dark Empire e nei videogiochi Star Wars: L'Impero in guerra e Star Wars: X-wing.

- Borleias è un pianeta delle Colonie. È coperto da foreste e vanta poche risorse naturali. Negli ultimi anni della dominazione imperiale, il pianeta viene dotato di un centro biotecnologico, sotto la direzione di Evir Derricote, e di nutrite installazioni militari, per fermare l'avanzata dell'Alleanza Ribelle verso i Mondi del Nucleo. Nel 6 ABY, nella serie Star Wars: X-wing, il Rogue Squadron riesce a conquistare il pianeta dopo un primo tentativo fallito; Borleias funge poi da base di lancio per il successivo attacco a Coruscant. Nella serie The New Jedi Order Borleias è la sede di un'importante battaglia tra le forze della Nuova Repubblica e gli yuuzhan vong. Gli alleati sono infine sopraffatti dal nemico e costretti a evacuare il pianeta, ma riescono comunque a infliggere gravi perdite agli invasori e a rallentare sensibilmente la loro avanzata.

- Byss è un pianeta del Nucleo Profondo. A causa del suo isolamento e inaccessibilità, è rimasto un mondo intatto dal punto di vista naturale, fertile, riparato e accogliente. Questo fino a quando l'Imperatore Palpatine lo sceglie come proprio ritiro personale e lo avvolge nell'energia del lato oscuro della Forza. Negli ultimi anni del suo regno e nel periodo intercorrente tra la sua apparente morte nella battaglia di Endor e il suo ritorno da clone nel 14 ABY, Palpatine fa costruire su Byss una cittadella fortificata e con un livello elevatissimo di sicurezza, dove i soggetti a lui fedeli sopravvivono la disgregazione dell'Impero, hanno luogo i suoi esperimenti genetici, e vengono prodotte nuove armi di distruzione, tra cui i devastatori di mondi, la Galaxy Gun e nuove classi di super star destroyer. Nel fumetto Dark Empire Palpatine pianifica di ricostruire l'Impero Galattico a partire dalla sua roccaforte di Byss; i suoi piani sono però sventati da Luke Skywalker e dalla Nuova Repubblica, che attaccano la Galaxy Gun e ne causano l'azionamento contro il pianeta, distruggendolo. Nel videogioco Star Wars Jedi Knight: Jedi Academy, l'energia del lato oscuro ancora presente nelle rovine di Byss viene assorbita dai Discepoli di Ragnos. Compare anche nel fumetto L'alba degli Jedi e nel videogioco Star Wars: L'Impero in guerra.

## C
- Camaas è un pianeta dei Mondi del Nucleo. Si tratta di un pianeta fiorente, rigoglioso e densamente popolato, da cui proviene la razza caamasi. Caamas è uno dei mondi fondatori della Repubblica Galattica, con cui rimane schierato anche durante le guerre dei cloni. Nel 19 BBY il pianeta subisce un devastante bombardamento orbitale da parte dell'Impero, che ne riduce la superficie in cenere. Oltre un secolo più tardi, nel fumetto Eredità, Camaas è il sito dell'ultima battaglia tra l'Impero Fel e l'Alleanza Galattica, che porta alla dissoluzione di quest'ultima.

- Cerea è un pianeta dell'Orlo Intermedio, mondo d'origine dei cereani. A causa dell'attenzione posta dai suoi abitanti al rispetto per la natura e al rigetto di tecnologie inquinanti, anche a discapito dello sviluppo della propria civiltà, Cerea è un pianeta verde, florido e limpido. I cereani abitano in città concepite per occupare il minimo spazio possibile, mentre agli stranieri è concesso di vivere in cittadelle in cui è tollerato l'uso della tecnologia ma che sono spesso dei covi sovraffollati di criminalità. A causa delle loro tradizioni e del loro lungo isolamento i cereani sono sospettosi degli stranieri, e il pianeta si mantiene neutrale nel corso della sua storia. È menzionato in diverse opere canoniche e dell'Universo espanso, ma compare solo nel fumetto Republic.

- Commenor è un pianeta e un importante centro commerciale delle Colonie. È il mondo natale di Jan Dodonna. Al termine della guerra civile galattica Commenor secede dall'Impero e si mantiene neutrale negli anni successivi pur collaborando con la Nuova Repubblica nella serie di romanzi X-wing. In The New Jedi Order il pianeta viene conquistato dagli yuuzhan vong e rimane occupato fino al termine del conflitto. Nel 40 ABY, nella Legacy of the Force, Commenor si allea con la Confederazione contro l'Alleanza Galattica di Jacen Solo e viene pertanto attaccato con un meteorite dalla flotta repubblicana.

- Cyax è un sistema stellare dello Spazio Hutt che comprende la stella omonima e il pianeta Da Soocha. Gli hutt lo considerano territorio sacro e lo hanno lasciato non colonizzato e inesplorato nel corso della loro espansione da Varl. Compare nelle serie a fumetti Dark Empire ed Eredità.

## D
- Da Soocha è un pianeta del sistema Cyax nello Spazio Hutt. È ricoperto di acqua e possiede diverse lune. Su una di queste, Da Soocha V, la Nuova Repubblica stabilisce una base, che funge da quartier generale della lotta contro Palpatine nel fumetto Dark Empire e che viene infine distrutta dall'Impero, insieme all'intero satellite, tramite la superarma Galaxy Gun. Nel fumetto Eredità Da Soocha viene poi avvelenato dall'Impero Sith di Darth Krayt.

- Dellalt è un pianeta dell'Orlo Esterno situato nel settore Egemonia di Tion. Agli albori della galassia faceva parte dell'impero di Xim il despota e divenne il nascondiglio delle sue vaste ricchezze[2]. Il tesoro viene scoperto millenni dopo da Ian Solo e Chewbecca nel romanzo Han Solo and the Lost Legacy. In The New Jedi Order gli yuuzhan vong installano un avamposto sul pianeta come punto di partenza per l'invasione dell'Egemonia di Tion.

- Desevro è un pianeta dell'Orlo Esterno situato nel settore Egemonia di Tion. Durante il regno di Xim il despota diventa parte del suo impero[2]; in seguito è uno dei pochi mondi dell'Egemonia di Tion a non unirsi alla Repubblica Galattica e a rimanere indipendente[3]. Durante le guerre dei cloni è alleato con la Confederazione dei Sistemi Indipendenti. Desevro compare nel romanzo Star Wars - The Old Republic: Sterminio.

- Dorumaa è un oggetto celeste del sistema Cularin nella Regione di Espansione, che compare nel supplemento Living Force Campaign Guide di Star Wars - Il gioco di ruolo. Un tempo era un pianeta, ma dopo la distruzione di Oblis viene scaraventato ai margini del sistema nel campo gravitazionale di Almas, di cui diventa una luna. Negli ultimi anni della Vecchia Repubblica, Dorumaa viene terraformata e trasformata in un frequentato resort turistico. Nel romanzo Republic Commando: Identità vi viene catturata la scienziata doppiogiochista kaminoana Ko Sak.

- Drall è un pianeta del sistema di Corellia nei Mondi del Nucleo. È temperato e accogliente e costituisce il luogo d'origine dell'omonima specie drall[4]. Compare nella trilogia The Corellian Trilogy e nella serie Legacy of the Force.

- Dromund Kaas è un pianeta dell'Orlo Esterno. In epoche antiche fa parte dell'Impero Sith e, dopo la grande guerra iperspaziale, ne diventa la capitale, status che mantiene fino al 3641 BBY in Star Wars: The Old Republic. In questi anni i Sith imparano a convivere con le giungle del pianeta e con le sue pericolose creature, e costruiscono la città-capitale Kaas City, piena di grattacieli e tecnologicamente avanzata. In seguito alla sconfitta dei Sith, Dromund Kaas viene abbandonato e dimenticato, vaste paludi rimpiazzano nei secoli le foreste del pianeta, ma una forte presenza oscura continua a infestarlo. Kyle Katarn visita il pianeta nel 10 ABY nell'espansione Star Wars Jedi Knight: Mysteries of the Sith e vi cade vittima del lato oscuro, ma viene poi soccorso da Mara Jade. Dromund Kaas compare anche in Fate of the Jedi, in cui Luke Skywalker e il suo gruppo vi si recano in cerca di informazioni su Abeloth.

- Dxun è la maggiore delle quattro lune del pianeta Onderon. Nonostante un ambiente temperato e abitabile, il satellite pone diversi problemi allo sviluppo, quali il clima umido e piovoso, e la fitta giungla che lo ricopre, abitata da bestie molto pericolose. A causa della vicinanza con Onderon, le atmosfere dei due corpi celesti si sovrappongono occasionalmente, fatto che ha causato il passaggio di diverse creature da Dxun al pianeta. Nel fumetto Le cronache dei Jedi, dopo essere riuscito a sedare la guerra civile su Onderon, il Jedi Arca Jeth decide di trasferire la tomba del signore dei Sith Freedon Nadd su Dxun, nella speranza di bloccare il suo influsso malefico, ma essa risulta poi fondamentale nel passaggio al lato oscuro di Exar Kun. Dopo la loro sconfitta nella grande guerra Sith, i mandaloriani si insediano sulla luna, che diventa la loro roccaforte e da cui lanciano le guerre mandaloriane. La presenza mandaloriana su Dxun dura almeno fino agli eventi di Star Wars: Knights of the Old Republic II: The Sith Lords, in cui il satellite è uno dei luoghi visitabili. Attorno al 1000 BBY, nel romanzo Star Wars - Darth Bane - La regola dei due, Darth Bane si reca su Dxun per visitare la tomba di Freedon Nadd.

## E
- Ebaq è un pianeta gigante gassoso situato nel Nucleo Profondo e circondato da numerose lune. Nello spazio intorno a una di queste, Ebaq IX, in The New Jedi Order viene combattuta una delle più importanti battaglie dell'invasione degli yuuzhan vong, che si conclude con la prima schiacciante vittoria per la Nuova Repubblica e il rovesciamento delle sorti della guerra.

- Eclipse è un pianeta del Nucleo Profondo. Si trova all'interno di un campo di asteroidi, che lo rendono parzialmente nascosto. In The New Jedi Order viene scoperto casualmente da Tionne e Kam Solusar, e Luke Skywalker vi fonda poi la base Eclipse Station per accogliere i Jedi minacciati dalla cattura da parte degli yuuzhan vong.

- Empress Teta è un pianeta situato nel Nucleo Profondo. Scoperto agli albori dell'esplorazione della galassia, ha prosperato per millenni grazie alle importanti riserve di grafite e alla posizione strategica lungo importanti rotte iperspaziali, diventando un mondo avanzato, lussuoso e cosmopolita, e il centro principale della colonizzazione umana del Nucleo Profondo. Gran parte del pianeta è occupato dall'ecumenopoli Cinnagar. Anticamente era chiamato Koros Major. Nel 5010 BBY, come narrato nel fumetto Le cronache dei Jedi, la saggia imperatrice Teta sale al potere e, con l'approvazione e il supporto della Repubblica Galattica e dei Jedi, avvia una campagna di conquista che riunisce i sette pianeti del settore di Koros in un'unica entità politica. In seguito, la sovrana e Koros Major giocano un ruolo fondamentale nel respingere l'attacco dei Sith durante la grande guerra iperspaziale, e, dopo la sua morte, il pianeta viene rinominato Empress Teta in suo onore. Un millennio dopo, due discendenti di Teta, Satal e Aleema Keto, vengono corrotti dal lato oscuro, fondano una setta chiamata Krath e attuano un colpo di stato, appropriandosi del potere. Dopo la loro alleanza con i signori oscuri dei Sith Exar Kun e Ulic Qel-Droma, Empress Teta diventa il punto di origine della grande guerra Sith. Al termine del conflitto il pianeta ritorna in pace.

- Esseles è un pianeta dei Mondi del Nucleo, popoloso, cosmopolita e rinomato per le arti e la sua architettura. Per millenni Esseles è al centro di un impero che abbraccia tutto il proprio settore e che è tra i fondatori della Repubblica Galattica. Compare nella serie di romanzi Star Wars: Episode I Adventures e nel fumetto Tempi oscuri.

## F
- Fest è un pianeta ghiacciato dell'Orlo Esterno. È fortemente urbanizzato e industrializzato. Nella serie Republic Commando la Confederazione dei Sistemi Indipendenti vi allestisce un centro di ricerca e sviluppo, che un commando di clone trooper fa saltare in aria nel corso delle guerre dei cloni. In seguito Fest passa sotto il controllo dell'Impero, e il generale Mohc vi fa costruire una base per lo sviluppo del progetto segreto dei dark trooper. Nel videogioco Star Wars: Dark Forces Kyle Katarn si infiltra nella struttura nel corso delle sue indagini sui dark trooper. La base viene infine distrutta dal Rogue Squadron nel videogioco Star Wars: Rogue Squadron.

- Firrerre è un pianeta localizzato nel settore di Zuma dell'Orlo Esterno. Possiede numerose montagne e specchi d'acqua. È il luogo d'origine di Hethrir, un Jedi Oscuro che sfrutta i suoi legami con l'Impero per condannare quei concittadini firrerreo che gli sono ostili a emigrare, e in seguito per estinguere l'intera popolazione del pianeta con un virus letale[5]. Compare nel romanzo La stella di cristallo.

## G
- Galantos è un pianeta dei Mondi del Nucleo. È ricoperto da una superficie gelatinosa su cui posano i diversi continenti rocciosi e che è in perenne movimento a causa di fenomeni naturali come tempeste e terremoti. Il pianeta è abitato dagli autoctoni fia, che si sono adattati alle condizioni ambientali rinforzando le loro città e sviluppando un sistema di trasporto basato su mongolfiere. Galantos compare nei romanzi Contagio mortale e The New Jedi Order.

- Gentes è un pianeta situato nel sistema di Anoat dell'Orlo Esterno. È ricoperto di vulcani e di paludi. Da qui provengono i pacifici e primitivi ugnaught, che vengono sfruttati in tutta la galassia come forza lavoro, motivo per cui Gentes è spesso il bersaglio di pirati e schiavisti. Compare nella serie di romanzi Giovani cavalieri Jedi, nel fumetto Generale Grievous e nel videogioco Star Wars: Rebellion.

- Ghorman è un pianeta delle Colonie. Nel periodo della guerra civile galattica Ghorman è occupato dall'Impero, che vi fonda una base militare. Nello spazio del pianeta si svolgono due scontri tra le forze imperiali e quelle dell'Alleanza Ribelle. Compare nei videogiochi Star Wars: X-Wing e Star Wars: Rebellion.

## H
- Had Abbadon è un pianeta del Nucleo Profondo. Per buona parte della sua storia è un mondo avvolto nel mito, di cui non si conosce l'esatta ubicazione e dal quale si dice possa essersi originato l'ordine Jedi. Nel periodo di Eredità, Had Abbadon è controllato dall'impero di Darth Krayt e ospita una guarnigione.

- Hapes è un pianeta situato nell'Ammasso di Hapes nell'Orlo Interno. È circondato da numerose lune e nebulose, e per questo non vi fa mai completamente notte. La superficie del pianeta è caratterizzata da una natura incontaminata di oceani, montagne e foreste, con poche ordinate città in cui risiede la popolazione; gli abitanti autoctoni sono la specie quasi umana degli hapani, organizzati in una società matriarcale, tecnologicamente e culturalmente avanzata e retta da una monarchia. Hapes si è sviluppato in isolamento dal resto della galassia, formando nel corso dei secoli un vasto regno autosufficiente, composto da oltre sessanta sistemi stellari e chiamato Consorzio Hapano. Il pianeta compare per la prima volta nel romanzo Un amore per la Principessa, in cui il principe ereditario hapano Isolder prende come moglie la strega di Dathomir Teneniel Djo; dall'unione tra i due nasce Tenel Ka, che prende le redini di Hapes nel corso dell'invasione degli yuuzhan vong in The New Jedi Order e promuove l'ingresso del Consorzio nell'Alleanza Galattica. In Legacy of the Force alcuni nobili hapani propugnano il passaggio alla Confederazione, scatenando una guerra civile che viene infine vinta dalle forze lealiste. Il pianeta compare anche nelle serie Giovani cavalieri Jedi, trilogia Dark Nest e Fate of the Jedi.

- Honoghr è un pianeta dell'Orlo Esterno e il mondo natale dei noghri. Durante le guerre dei cloni è teatro di un disastro ecologico che avvelena l'ecosistema e distrugge l'intera sua flora. Con l'avvento dell'Impero, Dart Fener rimane colpito dall'abilità combattiva dei noghri e fa sviluppare un'erba sintetica che dà l'illusione di risanare il pianeta, ma che in realtà ha lo scopo di tenere assoggettati i noghri. Nella trilogia di Thrawn la Principessa Leila visita Honoghr, scopre le macchinazioni dell'Impero ancora in atto sul pianeta e convince i noghri a ribellarsi al giogo del Grand'ammiraglio Thrawn.

- Huk è un pianeta dello Spazio Selvaggio. È il mondo natale della specie yam'rii, in costante lotta con i kaleesh del vicino pianeta Kalee, fino a quando gli yam'rii richiedono l'intervento della Repubblica per vincere il conflitto. Nella trilogia Dark Nest Huk è uno dei pianeti minacciati dall'espansione dei killik.

- Hypori è un pianeta disabitato, in prevalenza roccioso e desertico, situato nell'Orlo Esterno. Nel romanzo Darth Plagueis è il teatro dell'allenamento di Darth Sidious prima e di Darth Maul poi. Nel corso delle guerre dei cloni la Confederazione dei Sistemi Indipendenti vi allestisce diverse fonderie e fabbriche di droidi grazie all'uso di manodopera geonosiana. Scoperti i piani separatisti, in Star Wars: Clone Wars i Jedi Ki-Adi-Mundi, Shaak Ti, Aayla Secura, K'Kruhk, Tarr Seirr e Sha'a Gi guidano un'incursione su Hypori, che si traduce in una totale sconfitta per mano del Generale Grievous[6]. Hypori compare anche nell'espansione Star Wars: L'Impero in guerra - L'esercito dei corrotti, in cui il pianeta e le sue fabbriche vengono rivendicate dal Consorzio Zann.

## I
- Iktotch è una luna del pianeta Iktotchon nella Regione di Espansione e il luogo di origine della specie iktotchi. È caratterizzata da un paesaggio brullo e desertico, spazzato da frequenti tempeste di sabbia. Compare nel fumetto L'alba degli Jedi.

## J
- Jabiim è un pianeta dell'Orlo Esterno. È tormentato da piogge torrenziali continue e da un'atmosfera instabile carica di nuvole e di elettricità, che rendono il terreno fangoso e mutevole e la navigazione difficile. Scontenti dai mancati aiuti inviati loro dalla Repubblica nei vari momenti di crisi della loro storia, i suoi abitanti, sotto la leadership di Alto Stratus, si schierano con la Confederazione dei Sistemi Indipendenti durante le guerre dei cloni. Nel fumetto Republic Jabiim è il teatro di una cruenta battaglia tra le forze ribelli e quelle repubblicane, composte da Jedi e clone trooper, e che vede le prime prevalere[7]. Anche durante il successivo avvento dell'Impero, Jabiim mantiene la sua vocazione indipendentista, con una cellula ribelle locale, supportata dall'Alleanza Ribelle, che continua a opporsi all'egemonia imperiale del pianeta. Nel fumetto Empire gli imperiali lanciano un'offensiva su larga scala che li porta a riaffermare il loro controllo sul pianeta e mette i ribelli in fuga. Il pianeta compare anche nei videogiochi Star Wars: The Old Republic e Star Wars: L'Impero in guerra.

## K
- Kalarba è un pianeta dell'Orlo Intermedio. È un mondo tranquillo, scarsamente abitato e dominato da oceani e montagne. Possiede due lune: Hosk e Indobok[5]. Compare per la prima volta nel fumetto Droidi. In The New Jedi Order gli yuuzhan vong lo distruggono facendo precipitare la luna Hosk sulla sua superficie.

- Khomm è un pianeta del Nucleo Profondo. Da qui provengono i khommite, senzienti con una cultura fortemente tradizionale e radicata, che cercano di mantenere immutata nel tempo tramite un'attenta pianificazione e il controllo statico della popolazione tramite la successione di individui clonati a partire dalle generazioni precedenti[5]. Nel romanzo L'arma segreta, l'ammiraglio imperiale Natasi Daala ordina un attacco al pianeta a causa dei suoi legami con il Jedi Dorsk 81, devastando Khomm. Compare anche nel videogioco Star Wars: Rebellion.

- Kiffex e Kiffu sono due pianeti dell'Orlo Interno che formano un sistema binario. Kiffu è il mondo natale della specie kiffar; Kiffex invece è un mondo prigione gestito dai kiffar e destinato a internare i criminali del proprio settore. Compaiono nei fumetti Republic, Jedi ed Eredità e nel videogioco Star Wars: Rebellion.

- Kinyen è un pianeta delle Regioni di Espansione situato alla congiunzione di importanti vie di comunicazione. È un mondo florido e mite, conosciuto per la sua estesa produzione agricola. Vi hanno origine i gran, una specie pacifica e con un forte senso di comunità e di solidarietà. Kinyen possiede una lunga storia documentata di pace e stabilità all'interno della Repubblica Galattica, eccetto per le parentesi delle guerre dei cloni, in cui è affiliato con i separatisti, e della guerra civile galattica, quando è retto dall'Impero. Compare nel videogioco Star Wars: Rebellion.

- Klatooine è un arido pianeta dell'Orlo Esterno da cui provengono i klatooiniani. Per millenni Klatooine fa parte dello Spazio Hutt e viene da questi controllato. Nel 44 ABY infine, come riportato nella serie Fate of the Jedi, la popolazione si ribella al dominio hutt ed entra a far parte dell'Alleanza Galattica. Compare anche nel videogioco Star Wars: Rebellion.

- Kothlis è un pianeta dell'Orlo Intermedio e una colonia dei bothan. È coperto da un vasto oceano costellato di piccole isole e atolli tropicali. Nel 3,5 ABY è il teatro di una battaglia tra l'Impero e l'Alleanza Ribelle, che porta alla cattura dei piani della Morte Nera II da parte di quest'ultima, come riportato nel romanzo L'ombra dell'Impero e nei videogiochi Star Wars: Rogue Squadron II: Rogue Leader, Star Wars: Rogue Squadron III: Rebel Strike e Star Wars: X-Wing Alliance. Compare anche in Clone Wars: Assalto al pianeta verde e Star Wars: Rebellion.

- Kuar è un pianeta situato nel Nucleo Profondo. Ha un ambiente roccioso e semidesertico, con poche città costruite perlopiù sottoterra. Nel fumetto Le cronache dei Jedi viene catturato dai mandaloriani, che lo usano come avamposto per la loro avanzata nella grande guerra Sith. In seguito Kuar rimane abbandonato per millenni e ricompare come ambientazione nella serie Giovani cavalieri Jedi.

- Kubindi è il pianeta d'origine degli alieni kubaz. Situato nell'Orlo Esterno, orbita intorno a una stella gigante blu che lo investe di radiazioni, rendendolo un mondo arido e spoglio, e spingendo i kubaz a costruire le loro colonie sottoterra. Compare nel videogioco Star Wars: Rebellion. In The New Jedi Order Kubindi viene conquistato dagli yuuzhan vong, ma l'Alleanza Galattica riesce a mettere in salvo la popolazione e in seguito a liberarlo.

- Kwenn è un pianeta dell'Orlo Intermedio situato in prossimità del confine con lo Spazio Hutt. Nel suo spazio ospita una stazione orbitante che funge da importante punto di ristoro e di servizio lungo la rotta verso l'Orlo Esterno. Compare nel romanzo Red Harvest.

## L
- Lannik è un pianeta dell'Orlo Intermedio. È abitato dai lannik, che vi hanno instaurato una monarchia ereditaria indipendente. In seguito alla battaglia di Endor, Lannik si unisce alla Nuova Repubblica. Durante l'invasione degli yuuzhan vong il pianeta viene conquistato dagli alieni[3]. Compare nel romanzo Codice d'onore.

- Lwhekkk è un pianeta situato oltre il confine della galassia nelle Regioni Ignote. È la capitale dell'Impero Ssi-ruuvi, che si estende il tutto il proprio settore, e il mondo natale delle specie ssi-ruuk e p'w'eck. Il suo ambiente è dominato principalmente da giungle, oceani e vulcani e ha un clima umido e tropicale. Viene menzionato per la prima volta nel romanzo La tregua di Bakura, quando i ssi-ruuk lanciano una campagna di espansione nella galassia che si conclude una sconfitta a Bakura. In seguito Lwhekkk è devastato da un attacco dei chiss.

## M
- Manaan è un pianeta dell'Orlo Interno. È interamente ricoperto d'acqua, tranne l'isola artificiale e capitale Ahto City, costruita dall'autoctona specie anfibia dei selkath. Manaan è conosciuto nella galassia per essere l'unico luogo di produzione del kolto, una pianta con straordinarie proprietà curative. In virtù di questa posizione privilegiata, Manaan mantiene la sua posizione di neutralità e autonomia durante i diversi conflitti che coinvolgono la Repubblica, i Jedi e i Sith nel terzo millennio BBY, commerciando con tutte le parti in guerra. Con il progressivo affermarsi del bacta come agente guarente privilegiato, Manaan perde di importanza. Nel videogioco Star Wars: Knights of the Old Republic viene visitato da Revan per recuperare una delle mappe stellari dei rakata. Il pianeta compare anche in Star Wars: The Old Republic e Star Wars: L'Impero in guerra.

- Manda è un pianeta dell'Orlo Intermedio. È il seggio della ricca e potente famiglia Baobab e della sua vasta flotta mercantile[3]. Compare nella serie animata Droids Adventures.

- Mrlsst è un pianeta delle Colonie. Ha un ambiente prevalentemente umido, dominato da paludi e da foreste pluviali di alberi giganti. È il mondo natale dei mrlssi, una specie aliena conosciuta per i loro avanzati centri di ricerca e tecnologia[5]. Nel fumetto Ala-X Squadriglia Rogue Mrlsst è il teatro di una battaglia tra il Rogue Squadron e l'Impero per il controllo di una tecnologia bellica sviluppata dai mrlssi.

- Munto Codru è un remoto pianeta dell'Orlo Esterno nel settore di Pakuuni. L'ambiente è caratterizzato da montagne, foreste e oceani, ed è costellato di castelli costruiti in tempi remoti da un'antica civiltà estinta; la capitale è Capital Codru. L'unica specie senziente del pianeta sono i codru-ji. Nel romanzo La stella di cristallo i tre figli della Principessa Leila vengono rapiti da Hethrir durante una visita diplomatica su Munto Codru. Compare anche nel romanzo The Clone Wars: La trappola dei Sith, nel videogioco Star Wars: Rebellion e nel fumetto Eredità.

- Muunilinst è un pianeta dell'Orlo Esterno. Le sue vaste risorse naturali e l'abilità contabile e matematica dei muun l'hanno reso un pianeta estremamente ricco e uno dei maggiori centri finanziari della galassia. È inoltre la sede del Clan Bancario Intergalattico. In quanto tale, durante le guerre dei cloni, Muunilinst sostiene la Confederazione dei Sistemi Indipendenti. Nella serie animata Clone Wars Obi-Wan guida un esercito di clone trooper a riconquistare il pianeta e a catturare il leader del Clan Bancario San Hill. Negli anni seguenti Muunilinst passa al controllo imperiale e funge da massimo centro finanziario dell'Impero prima e dell'Imperial Remnant e dell'Impero Fel poi. In The New Jedi Order viene bombardato e devastato dagli yuuzhan vong[8]. Compare anche nei romanzi Spettro del passato, Darth Plagueis e nella serie Rebel Force.

- Myrkr è un pianeta dell'Orlo Interno. Dal clima temperato, le sue vaste foreste sono costituite da alberi molto alti il cui tronco e i rami interferiscono con le comunicazioni radio. Sul pianeta vivono due specie animali caratteristiche: gli ysalamiri, grosse lucertole in grado di respingere la Forza, e i vornskrs, simili a felini che cacciano percependo la Forza. A causa della sua poca importanza, Myrkr è scarsamente abitato, e attira soprattutto contrabbandieri e criminali in cerca di riparo dalla giustizia galattica. Nella trilogia di Thrawn Myrkr è il quartier generale di Talon Karrde e delle sue attività di contrabbando, fino a quando viene invaso dal Grand'ammiraglio Thrawn. In The New Jedi Order il pianeta cade sotto il controllo degli yuuzhan vong, che usano i vornskrs come modello per creare i voxyn, una nuova specie geneticamente potenziata per cacciare i Jedi[9].

## N
- Nar Hekka è un pianeta dell'Orlo Intermedio che fa parte dello Spazio Hutt. È un mondo dalle condizioni ambientali difficili, con un clima freddo e con poca fauna e flora; per questo gli hutt hanno costruito le loro città e i loro giardini al riparo di grandi bolle climatizzate. Compare nel romanzo Il complotto degli Hutt.

- Nar Kreeta è un importante pianeta e centro commerciale dello Spazio Hutt. Nel videogioco Star Wars Jedi Knight: Jedi Academy Jaden Korr vi si reca per portare in salvo dei cittadini rapiti.

- New Plympto è un pianeta dei Mondi del Nucleo e il luogo d'origine della specie nosaurian. Il suo principale prodotto di esportazione sono le uova riknit, per questo New Plympto viene accolto nella Repubblica Galattica; tra i nosaurian tuttavia cresce l'insofferenza per la mancata rappresentazione nel senato e per una graduale diminuzione del mercato delle uova, che li spinge a schierarsi con i separatisti allo scoppio delle guerre dei cloni. Il Jedi Dass Jennir viene inviato sul pianeta per fronteggiare la minaccia, ma poi collabora con i nosaurian quando i suoi clone trooper gli si ribellano e New Plympto passa al controllo imperiale. Compare nei fumetti Republic e Tempi oscuri.

- Nkllon è un pianeta delle Regioni di Espansione. È sede di vasti giacimenti minerari utili per la costruzione di astronavi, tuttavia questi sono rimasti non sfruttati a causa dell'estrema vicinanza del pianeta al suo sole e delle risultanti radiazioni che periodicamente investono il suo lato illuminato, capaci di sciogliere qualsiasi cosa. Nel 9 ABY Lando Calrissian vi installa un azzardato impianto di estrazione, che si sposta ininterrottamente per rimanere sempre sul lato in ombra e che è rifornito dallo spazio tramite speciali navi-scudo per permettere l'avvicinamento al pianeta. Nella trilogia di Thrawn il Grand'ammiraglio Thrawn saccheggia Nkllon per appropriarsi delle trivelle di Lando da utilizzare contro la flotta repubblicana.

- N'zoth è un pianeta arido situato nei Mondi del Nucleo. È il luogo di provenienza della razza altamente xenofoba degli yevetha[3]. Nella trilogia La crisi della flotta nera N'zoth è il centro di un'espansione yevetha nello spazio della Repubblica, e il teatro della battaglia finale tra le due armate, che si conclude con la vittoria repubblicana. In seguito in The New Jedi Order il pianeta viene conquistato e devastato dagli yuuzhan vong, spopolandosi. In Legacy of the Force N'zoth funge da luogo di incontro tra Luke Skywalker e l'ammiraglio Cha Niathal.

## O
- Ossus è un pianeta dell'Orlo Esterno. La sua storia è strettamente connessa a quella dei Jedi, da quando in tempi remoti l'ordine lasciò Tython e vi fondò una scuola di filosofia[10]. Nei millenni seguenti Ossus divenne il centro principale del vecchio ordine Jedi, acquisendo ricchezza e fama come centro di conoscenza e di cultura. Durante la grande guerra Sith nel fumetto Le cronache dei Jedi, Exar Kun e Ulic Qel-Droma utilizzano l'armamentario Sith per far esplodere le stelle del vicino Ammasso di Cron e causare una onda d'urto che investe il pianeta. Gli Jedi sono costretti a evacuare Ossus, perdendo gran parte dei loro artefatti, mentre il cataclisma sconvolge l'ambiente del pianeta, trasformandolo da mondo fertile e verde a una distesa arida e contaminata. Alcuni degli abitanti riescono a sopravvivere alla catastrofe rifugiandosi in profondità e regredendo nel corso delle generazioni alla primitiva tribù degli ysanna. Millenni dopo, nel fumetto Star Wars: Dark Empire, Luke riscopre il pianeta, e nella serie The New Jedi Order vi trasferisce l'ordine Jedi dopo la distruzione del praxeum di Yavin IV per opera degli yuuzhan vong. Negli anni seguenti il pianeta diventa il prototipo del "Progetto Ossus", un'iniziativa promossa dai Jedi per coinvolgere gli yuuzhan vong nel ripristino dell'ambiente naturale dei pianeti da loro vongformati, tornando fertile e rigoglioso come un tempo. Tuttavia nel 130 ABY nel fumetto Eredità, i Sith sabotano il progetto e con l'aiuto dell'Impero Fel lanciano un attacco all'accademia di Ossus, sterminando l'ordine. Ossus viene menzionato in svariate opere dell'Universo espanso e compare nei fumetti Le cronache dei Jedi, Dark Empire, Eredità, e nei romanzi The New Jedi Order, trilogia Dark Nest, Legacy of the Force e Fate of the Jedi.

## P
- Palanhi è un pianeta delle Colonie. È composto da un continente centrale, da un oceano, e da numerose piccole isole che affiorano e affondano continuamente a causa del forte vulcanismo che lo contraddistingue. Nel periodo della guerra civile galattica Palanhi è un importante centro bancario. Compare nel videogioco Star Wars: Rebellion.

## Q
- Quermia è un pianeta dell'Orlo Esterno situato lungo la rotta commerciale perlemiana. È un mondo verde e rigoglioso abitato dai quermiani.

## R
- Rafa V è il quinto pianeta dell'omonimo sistema dell'Orlo Esterno. È un mondo di steppe desertiche, fatto salvo per boschi e piantagioni di particolari alberi cristallini, che producono frutti in grado di allungare la vita ma che dimuiscono al tempo stesso l'intelligenza di chi ne viene a contatto. Rafa V era il pianeta natale degli sharu, una razza antica e molto avanzata che lasciò enormi piramidi di plastica e un oggetto mistico chiamato Mindharp of Sharu come segno del loro passaggio. Quando Lando Calrissian visita il pianeta nel 4 BBY nel romanzo Lando Calrissian and the Mindharp of Sharu la popolazione è costituita dai toka, una specie primitiva ridotta in schiavitù dai coloni umani. L'attivazione del Mindharp of Sharu causa un radicale cambiamento al pianeta: i toka riacquistano la loro intelligenza e tornano a essere gli sharu, mentre le piramidi crollano rivelando città nascoste e liberando il mondo dai coloni.

- Rakata Prime, chiamato anche Lehon, è un pianeta situato nelle Regioni Ignote; costituisce il mondo natale della specie rakata e il centro principale del loro Impero Infinito agli albori della storia della galassia. Con il collasso dell'impero, i rakata sono costretti a rifugiarsi sul pianeta, dove a causa di lotte intestine e di un graduale processo di inselvatichimento, regrediscono a una civiltà barbara e primitiva. Le guerre civili sconvolgono la superficie stessa di Rakata Prime, frammentando la terra in una miriade di isole tropicali, con maestose rovine di antiche città tecnologiche coperte dalla giungla[11]. Il pianeta, che ha ormai perso la sua importanza, viene visitato da Revan nel videogioco Star Wars: Knights of the Old Republic e da Darth Bane nel romanzo Darth Bane - La regola dei due. Compare anche nel videogioco Star Wars: The Old Republic.

- Ralltiir è un pianeta dei Mondi del Nucleo. Si tratta di un importante centro finanziario e bancario della galassia. Durante la guerra civile galattica supporta l'Alleanza Ribelle e per questo viene bombardato, invaso e bloccato commercialmente dall'Impero, in modo da farne un esempio. Gruppi di resistenza locale e ribelli continuano però a effettuare attività di guerriglia sul pianeta fino alla sua liberazione al termine della battaglia di Endor, come mostrato nel romanzo L'alba della ribellione e nel videogioco Star Wars: Rogue Squadron III: Rebel Strike. Nel 137 ABY nel fumetto Eredità Ralltiir è il teatro di una battaglia tra la flotta di Darth Krayt e le forze congiunte dell'ammiraglio Gar Stazi dell'Alleanza Galattica e di Roan Fel dell'Impero in esilio. Il pianeta compare anche nei fumetti Knights of the Old Republic e Darth Maul

- Raxus Prime è un pianeta dell'Orlo Esterno. Si tratta di un mondo-discarica completamente ricoperto da strati di detriti tossici e pozze acide, e caratterizzato da miasmi di gas mefitici. Il pianeta attira spazzini da tutta la galassia in cerca di materiali utili da riciclare e rivendere. Durante le guerre dei cloni Raxus Prime è una roccaforte della Confederazione dei Sistemi Indipendenti. Il Conte Dooku vi si ritira dopo la sconfitta su Geonosis, pianficando le sue prossime mosse, ma è costretto ad abbandonarlo in seguito a un attacco della Repubblica e dei Jedi. In seguito l'Impero Galattico prende possesso di Raxus Prime e vi installa un cantiere navale orbitante che sfrutta i materiali di recupero del pianeta per costruire astronavi, tra cui gli star destroyer. Compare nelle serie Boba Fett e Star Wars - Il potere della Forza, e nel videogioco Star Wars: La guerra dei cloni[12].

- Rendili è un pianeta dei Mondi del Nucleo. Venne colonizzato in tempi molto antichi e fu in seguito uno dei fondatori della Repubblica Galattica[3]. È un pianeta fortemente industrializzato e che ospita uno dei maggiori centri di produzione di astronavi della galassia. Durante le guerre dei cloni su Rendili vengono prodotte le navi capitali della Repubblica; nel 20 BBY con un colpo di stato il pianeta passa dalla parte dei separatisti, ma viene presto riconquistato dalla Repubblica. Compare nel fumetto Republic.

- Roon è un pianeta dell'Orlo Esterno avvolto da una nube di asteroidi e detriti rocciosi. Una parte del pianeta è caratterizzata da mari blu e continenti verdi, l'altra faccia è sempre avvolta dalle tenebre. A causa della sua posizione, Roon è sempre rimasto isolato dal resto della galassia, ma alcuni coloni umani, sullustiani, twi'lek, duros e di altre minoranze sono riusciti a giungere sul pianeta attirati dei suoi preziosi tesori e dalle favorevoli condizioni di vita. Compare nella serie animata Droids Adventures[13].

## S
- Sacorria è un pianeta del Settore Corelliano nei Mondi del Nucleo. È governato da una triade dispotica, le cui identità dei membri sono sconosciute. Nella trilogia The Corellian Trilogy Sacorria si allea con Corellia, Drall e Selonia per rivendicare l'indipendenza del proprio settore dalla Nuova Repubblica.

- Selonia è il secondo pianeta del sistema di Corellia nei Mondi del Nucleo. È un pianeta industrializzato, composto da un oceano e da isole sparse collegate da tunnel sotterranei. La popolazione è formata dalla specie endemica dei selonian. Nella trilogia The Corellian Trilogy Selonia si allea con Corellia, Drall e Sacorria per rivendicare l'indipendenza del proprio settore dalla Nuova Repubblica, ma la coalizione è infine sconfitta dalla Repubblica. Selonia compare anche nel videogioco Star Wars: Rebellion.

- Sernpidal è un pianeta dell'Orlo Esterno del settore di Dalobian. È abitato dalla specie quasi umana dei sernpidalian. Nel 25 ABY Sernpidal diventa il primo bersaglio dell'invasione degli yuuzhan vong in The New Jedi Order, quando, utilizzando la loro tecnologia biologica, i vong fanno precipitare la luna Dobido sul pianeta. Ian Solo riesce a evacuare gran parte della popolazione, ma Chewbecca muore nello schianto per salvare la vita ad Anakin Solo.

- Sriluur è il pianeta d'origine della razza weequay. Situato nell'Orlo Esterno, è un mondo prevalentemente arido, desertico e roccioso. Per buona parte della sua storia Sriluur è stato sottoposto al dominio hutt, che ha favorito l'afflusso di criminali e contrabbandieri. Compare nel fumetto Jedi e nei romanzi The New Jedi Order: Agents of Chaos II: Jedi Eclipse e Millennium Falcon.

- Sulon è una luna del pianeta Sullust nell'Orlo Esterno. È un luogo tranquillo, di fertili pianure, e il mondo natale della famiglia di Kyle Katarn. Durante la guerra civile galattica Sulon supporta l'Alleanza Ribelle e ospita una cellula locale. Nel videogioco Star Wars Jedi Knight: Dark Forces II il satellite cade sotto il controllo del Jedi Oscuro Jerec, e Kyle Katarn vi si infiltra in cerca del droide 8t88. Compare anche nella serie Dark Forces.

## T
- Talasea è un pianeta delle Colonie. È formato da isole continentali divise da una vasto oceano; il clima è fresco e umido. Talasea ospita una flora e una fauna variegata, mentre è privo di specie civilizzate dopo che i primi coloni hanno progressivamente abbandonato il pianeta. Nella serie X-wing il Rogue Squadron stanzia il suo quartier generale su Talasea, nelle rovine di vecchi edifici abbandonati. Agenti dell'Imperial Remnant scoprono però la base e la infiltrano, spingendo i piloti della Nuova Repubblica a evacuare il pianeta.

- Talus e Tralus sono due pianeti gemelli del Sistema Corelliano nei Mondi del Nucleo. Sono caratterizzati da un clima temperato e da un ecosistema vario, che si presta a ospitare diverse specie senzienti. Politicamente i due mondi sono uniti in una federazione. Nel 4 ABY nel fumetto X-Wing: Rogue Leader Ten Numb viene torturato a morte su Tralus dal generale imperiale Weir. Talus e Tralus compaiono anche nella trilogia The Corellian Trilogy, nella serie Legacy of the Force, nel romanzo Millennium Falcon e nei videogiochi Star Wars: Galaxies e Star Wars: Rebellion.

- Tanaab è un pianeta agricolo dell'Orlo Interno. È spesso bersagliato dai pirati del vicino pianeta Norulac, fino a quando poco prima della battaglia di Yavin Lando Calrissian aiuta gli abitanti a difendersi e a cacciare definitivamente i criminali[3]. Il Jedi Jaden Korr vi si reca per minare i piani dei Discepoli di Ragnos. Tanaab compare nei videogiochi Star Wars Jedi Knight: Jedi Academy e Star Wars: Rebellion e nei romanzi The Clone Wars: La trappola dei Sith e Legacy of the Force: Sacrifice.

- Telos, conosciuto anche come Telos IV, è un pianeta dell'Orlo Esterno. Fin dall'antichità rappresenta un mondo strategico per la Repubblica Galattica, per questo durante la guerra civile Jedi viene bombardato della flotta Sith di Saul Karath su ordine di Darth Malak. L'attacco causa un forte spopolamento e sconvolge l'ambiente di Telos, lasciandolo spoglio e senza vita. La Repubblica avvia allora un programma di ricostruzione del pianeta, coordinato dalla stazione orbitante Stazione Citadel, che nel tempo ripristina Telos al suo aspetto rigoglioso originario, rendendolo una destinazione importante per il turismo intergalattico. Nel 44 BBY il padawan fallito Xanatos tenta di avviare un progetto di industrializzazione del pianeta per il proprio profitto personale, ma i suoi piani vengono sventati da Qui-Gon Jinn e Obi-Wan Kenobi. Telos compare nel fumetto Star Wars, nella serie Apprendista Jedi e nel videogioco Star Wars: Knights of the Old Republic II: The Sith Lords.

- Telti è una luna situata nell'Orlo Interno. Ospita una fabbrica di produzione di droidi della Tecno Unione, installata negli anni precedenti alle guerre dei cloni. Nel romanzo The New Rebellion ambientato nel 17 ABY, le fabbriche del satellite vengono sfruttate dal Jedi Oscuro Brakiss per la produzione di droidi per compiere sabotaggi contro la Repubblica.

- Teyr è un pianeta delle Colonie conosciuto per essere una popolare destinazione turistica. Una monorotaia collega gli spazioporti dove arrivano i visitatori con le principali città e attrazioni turistiche del pianeta[5]. Nel fumetto Jedi su Teyr si svolge una battaglia della guerra dei cloni. Il pianeta compare anche nella trilogia La crisi della flotta nera.

- Thule è un pianeta dell'Orlo Esterno. Per millenni, fin dai tempi dei primi imperi Sith e nei periodi di difficoltà o di segretezza della setta, ha costituito una storica roccaforte dei Sith. Nel videogioco Star Wars: La guerra dei cloni la Confederazione dei Sistemi Indipendenti schiera un esercito su Thule per riattivare un'antica arma Sith, ma un intervento della Repubblica guidato da Mace Windu riesce a distruggere l'artefatto.

- Thyferra è il pianeta d'origine degli insettoidi vratix, situato nell'Orlo Interno. Thyferra ha un'elevata importanza strategica nella galassia, in quanto è il maggior produttore del farmaco bacta. Nel corso della sua storia il pianeta è per questo coinvolto in battaglie e macchinazioni per il controllo della produzione e dei rifornimenti del farmaco. Thyferra compare nella serie X-wing, nella trilogia Dark Nest e nei videogiochi Star Wars: L'Impero in guerra e Star Wars: Rogue Squadron.

- Toprawa è un remoto pianeta dell'Orlo Esterno. Vi viene costruito in segreto il superlaser della Morte Nera; quando però i piani della stazione orbitante vengono trafugati dall'Alleanza Ribelle, l'Impero punisce severamente Toprawa, distruggendo città e abitazioni e riducendo il pianeta in povertà. Compare nel radiodramma Star Wars, nei romanzi The Last Jedi, Dark Forces: Soldier for the Empire, L'alba della ribellione, Death Star e nel videogioco Star Wars: Rebellion.

- Troiken è un pianeta dell'Orlo Esterno e il mondo di provenienza della specie xexto. È in rotazione sincrona attorno alla sua stella, per questo una faccia del pianeta è rovente mentre l'altra è gelida; attorno all'equatore esiste l'unica fascia temperata, dominata da montagne e foreste e dove risiede la popolazione. Nel fumetto Republic nel 44 BBY su Troiken si svolge una serie di battaglie tra la Repubblica e una coalizione di pirati, mercenari e cacciatori di taglie capeggiata da Iaco Stark.

- Tund è un pianeta dell'Orlo Esterno ricoperto da foreste pluviali. È stato colonizzato in antichità dai toong e da una comunità di stregoni Sith. Compare nel romanzo Lando Calrissian and the Starcave of ThonBoka.

- Tythe è un pianeta dell'Orlo Esterno del settore di Savareen. Un tempo un mondo verde e rigoglioso, le sue risorse vengono sovrasfruttate dall'azienda LiMerge Power, rendendolo arido e spoglio. Nonostante la sua scarsa importanza, nel 19 BBY Tythe viene invaso dalla Confederazione dei Sistemi Indipendenti per distrarre la Repubblica dall'attacco finale dei separatisti su Coruscant. Compare nei romanzi Labyrinth of Evil e Rebel Force: Renegade.

- Tython è un pianeta del Nucleo Profondo che ha dato i natali all'ordine Jedi. È circondato dalle due lune Ashla e Bogan e possiede un clima temperato e un ambiente vario. Agli albori dell'era iperspaziale su questo mondo convergono i più brillanti filosofi, sacerdoti, guerrieri e scienziati della galassia allora conosciuta per risolvere il grande enigma della Forza; con l'andare dei secoli essi sviluppano una società chiamata Je'daii, basata sui precetti della Forza e che si sviluppa in isolamento per dodicimila anni. Dopo la scissione tra seguaci del lato oscuro e del lato chiaro, alcuni adepti della luce lasciano il pianeta recandosi su Ossus, dove fondano il primo nucleo di quello che diventa l'ordine Jedi. Tython perde progressivamente di importanza per l'ordine, ma a seguito del saccheggio di Coruscant da parte dell'Impero Sith, i Jedi tornano su Tython, ormai rinselvatichito, per addestrare una nuova generazione di cavalieri in grado di tener testa alla crescente minaccia dei Sith. Nel periodo successivo Tython si spopola e rimane isolato dal resto della galassia a causa del collasso della sua rotta iperspaziale. Compare nel romanzo Darth Bane - La regola dei due, nel fumetto L'alba degli Jedi e nel videogioco Star Wars: The Old Republic.

## U
- Umgul è un pianeta dell'Orlo Interno. Ha un ambiente umido e freddo, avvolto da nebbie costanti. Umgul è conosciuto come un importante centro per il gioco d'azzardo, le scommesse e le corse. Compare nei romanzi Sulle orme dei cavalieri Jedi e nel videogioco Star Wars: Rebellion.

## V
- Varl è un pianeta dell'Orlo Intermedio, luogo d'origine delle specie hutt e t'landa til. Stando alle leggende del loro popolo, gli hutt furono costretti ad abbandonare Varl quando un cataclisma ne sconvolse l'atmosfera rendendolo una steppa desolata. Anche dopo essersi stanziati su Evocar gli hutt continuano a considerare Varl un luogo sacro, proibendo a chiunque di avvicinarvisi.

- Vjun è un pianeta dell'Orlo Esterno. È un mondo desolato e privo di vegetazione, caratterizzato da frequenti piogge acide e da un forte influsso del lato oscuro. Vi si trova il castello Bast, fatto erigere da Dart Fener come sua fortezza personale. Nel fumetto Dark Empire il pianeta e il castello sono la sede di esperimenti sulla clonazione per riportare in vita Palpatine e ospitano un ordine di Jedi Oscuri, ma entrambi vengono smantellati da Luke. Nel 14 ABY, come riportato nel videogioco Star Wars Jedi Knight: Jedi Academy, Kyle Katarn e Jaden Korr visitano Vjun e sconfiggono la setta oscura dei discepoli di Ragnos che vi avevano preso dimora. Nella serie Junior Jedi Knights, per recuperare la spada laser di Obi-Wan e un holocron, i Jedi Tionne, Ikrit, Anakin Solo, Tahiri Veila e Uldir Lochett si recano al castello Bast, dove devono affrontare i mercenari di Orloc[14]. Vjun compare anche nel romanzo Yoda: Dark Rendezvous e nei videogiochi Star Wars Battlefront: Elite Squadron e Star Wars: Rebellion.

- Vortex è un pianeta dell'Orlo Intermedio abitato dai pacifici alieni volanti vor. L'edificio più importante di Vortex è la Cattedrale dei Venti, un'enorme costruzione fatta di cristalli che risuona quando le perenni correnti d'aria del pianeta la attraversano. Nella trilogia dell'Accademia Jedi Vortex è teatro di una crisi diplomatica tra i vor e la Nuova Repubblica, a causa della distruzione della Cattedrale per colpa di un sabotaggio, poi risolta con la ricostruzione della struttura. In The New Jedi Order il pianeta viene conquistato dagli yuuzhan vong. Compare anche nel videogioco Star Wars: Rebellion.

- Vulpter è un pianeta del Nucleo Profondo. Un tempo ricco di creature e di vegetazione, nel corso dei secoli diventa, a causa dell'estrema industrializzazione, un pianeta inquinato e avvolto da una nube violacea. È il mondo natale della specie vulpteriana. Nella serie Legacy of the Force Vulpter ospita un incontro tra i capi di stato dell'Alleanza Galattica Cal Omas e della Confederazione Dur Gejjen per porre fine alla seconda guerra civile galattica, e durante il quale Gejjen viene assassinato da Ben Skywalker.

## W
- Wayland è un pianeta situato nell'Orlo Esterno. Seppur colonizzato dalla Repubblica, i dati del pianeta si persero dai registri, motivo per cui i coloni umani si svilupparono in isolamento, regredendo a uno stadio primitivo simile a quello delle due popolazioni autoctone: i psadan e i myneyrsh. Secoli più tardi il pianeta viene scoperto da Palpatine, che sotto al Monte Tantiss fa installare un deposito segreto sorvegliato dal Jedi Oscuro Joruus C'baoth. Nel 9 ABY nella trilogia di Thrawn il Grand'ammiraglio Thrawn si impadronisce del deposito, e sfrutta le tecnologie di occultamento e di clonazione ivi presenti per lanciare il suo attacco alla Nuova Repubblica. Al termine del conflitto Lando e Chewbecca distruggono gran parte del complesso; i noghri vengono inoltre trasferiti su Wayland dal loro mondo intossicato Honoghr[15]. In The New Jedi Order il pianeta viene attaccato, conquistato e vongformato dagli yuuzhan vong. Anni dopo Wayland viene pertanto scelto come uno dei siti di test del Progetto Ossus al fine di ripristinare l'ambiente dei pianeti sconvolti dagli yuuzhan vong, ma il progetto è un fallimento e nel fumetto Eredità il pianeta è ancora selvaggio e popolato da specie aliene e pericolose.

## X
- Xagobah è un pianeta dell'Orlo Esterno, mondo d'origine degli xamster. Durante le guerre dei cloni Xagobah viene invaso dai separatisti, ma è in seguito liberato dalla Repubblica. In questo periodo, nella serie Boba Fett, il cacciatore di taglie Boba Fett si reca sul pianeta per tentare di uccidere Wat Tambor.

## Y
- Yag'Dhul è un pianeta dell'Orlo Interno e il mondo d'origine dei givin. Compare in Star Wars: Rebellion. Nella serie X-wing Yag'Dhul è occupato dalle forze imperiali di Zsinj che vengono poi sconfitte dal Rogue Squadron. Anni dopo, in The New Jedi Order, il pianeta viene attaccato dagli yuuzhan vong, ma i givin e la Nuova Repubblica riescono a difenderlo.

- Yaga Minor è un pianeta dell'Orlo Esterno. È sede di importanti cantieri navali ed è il mondo natale degli yagai, alieni insettoidi molto versati nella meccanica. Nel 27 BBY nel romanzo Outbound Flight il pianeta viene scelto come punto di partenza della spedizione Outbound Flight per l'esplorazione delle Regioni Ignote. Dopo l'instaurazione dell'Impero Galattico, Yaga Minor e i suoi abitanti vengono assoggettati per rifornire l'Impero di astronavi, diventando uno dei punti produttivi più importanti dell'Imperial Remnant dopo la battaglia di Endor. Nella duologia La mano di Thrawn su Yaga Minor si combatte l'ultima battaglia della guerra civile galattica. Compare anche in The New Jedi Order e Star Wars: Rebellion.

- Yinchorr è il pianeta di provenienza degli yinchorri. Si tratta di un mondo desertico e roccioso situato nella Regione di Espansione. Nel fumetto Jedi Council: Acts of War il pianeta è al centro di un'offensiva degli yinchorri verso i mondi limitrofi, che viene poi arginata dalla Repubblica. Con l'avvento dell'Impero Palpatine installa su Yinchorr un centro di addestramento delle guardie imperiali, come visto nel fumetto Crimson Empire.

- Ylesia è un pianeta dell'Orlo Esterno; un mondo tropicale con una ricca fauna. Esso ricade nello Spazio Hutt, i quali, sotto la facciata di una popolare destinazione religiosa, richiamano sul pianeta numerosi schiavi per lavorare nelle piantagioni di spezia. L'Alleanza Ribelle tenta in più occasioni di sabotare la produzione di spezia su Ylesia e di liberare gli schiavi, riusciendoci grazie all'aiuto di Ian Solo ne La trilogia di Han Solo poco prima della battaglia di Yavin. In The New Jedi Order Ylesia viene catturato dagli yuuzhan vong e ceduto alla Peace Brigade, un'associazione di simpatizzanti dell'invasione aliena. Nel 28 ABY un'incursione della Nuova Repubblica porta alla cattura del leader della Peace Brigade Thrackan Sal-Solo.

## Z
- Ziost è un pianeta impregnato del lato oscuro della Forza, con un clima arido e un ambiente di tundre ghiacciate, situato nell'Orlo Esterno. È il mondo d'adozione della specie sith e per lungo tempo la capitale dell'Impero Sith fino al termine della grande guerra Sith nel fumetto Le cronache dei Jedi. Anni dopo, in Star Wars: The Old Republic, Ziost torna a essere un pianeta strategico del risorto Impero Sith di Darth Vitiate. La sua esistenza viene poi dimenticata, fino a quando nella serie Legacy of the Force Lumiya invia Ben Skywalker sul pianeta per recuperare un antico artefatto Sith e testare la sua predisposizione a diventare un allievo del lato oscuro.

- Zonama Sekot è un pianeta vivente, senziente, e in grado di viaggiare nell'iperspazio. Ha un ambiente rigoglioso e variegato. È stato generato dal mondo morente degli yuuzhan vong, Yuuzhan'tar, per poi spostarsi nella galassia conosciuta, nell'Orlo Esterno. Compare per la prima volta nel romanzo Rogue Planet, in cui finisce sotto attacco da parte degli yuuzhan vong e della Repubblica; per questo fugge nelle Regioni Ignote, dove viene occasionalmente avvistato negli anni seguenti. In The New Jedi Order Zonama Sekot ha un ruolo centrale nel porre fine all'invasione degli yuuzhan vong. In seguito il pianeta accoglie gli vong rimanenti e si ritira nuovamente nelle Regioni Esterne.